# Rationale Abhängigkeit
Der Terminus rationale Abhängigkeit  (engl. rational addiction) bezeichnet die Hypothese, dass Sucht und Abhängigkeit in der Wirtschaftswissenschaft sinnvoll als ein spezifischer Typus rationaler Konsumentscheidungen beschrieben werden können. Kevin M. Murphy und der Nobelpreisträger Gary S. Becker haben diese Hypothese 1988 im Rahmen ihrer Konsumtheorie formuliert.
Diese Theorie ist die erste, die:
- angibt, dass instabile stationäre Zustände wichtig für die Analyse von Abhängigkeiten sind,
- ausdrücklich lang- und kurzfristige Funktionen für süchtig machende Waren herleitet, und
- zeigt, wie temporäre belastende Ereignisse zu dauerhaften Bedürfnissen führen können.

Die Theorie der rationalen Abhängigkeit wird als ein wirtschaftliches Modell und als Teil von Verhaltensökonomik betrachtet. Mit diesem Modell lässt sich erklären, welche Auswirkungen auf das Verhalten der Individuen bei ihren Konsumentscheidungen auftreten.

## Addictive goods
Ökonomische Modelle von abhängig machenden Gütern (addictive goods) nehmen an, dass der heutige Konsum von dem vorigen Konsum abhängt. Wenn der Konsument nicht wahrnimmt, wie der aktuelle Konsum eines addiktiven Gutes die Menge an den zukünftigen Ausgaben beeinflusst, liegen negative Externalitäten vor und damit verletzt der Konsument sich selbst. Deswegen ist es empfehlenswert, dass die Konsumentenrente bei dem Konsum eines solchen Gutes unter der Nachfragekurve ohne die Existenz der Abhängigkeit angemessen werden soll, statt unter der Kurve mit ihrer Existenz. Weil mehr von diesem Gut bei der Abhängigkeit konsumiert wird, entsteht Wohlfahrtsverlust, der von der sich aus dem Konsum dieses Gutes ergebenden Rente abgezogen werden muss.

## Becker und Murphy (1988) Modell
Nach der ursprünglichen Theorie von „Rationaler Abhängigkeit“ wird die Abhängigkeit für Implementierung einer fortschrittlichen Konsumentscheidung mit kompletter Zuversicht und vollständiger Information gehalten, sodass sich der Konsument nur auf die Maximierung seiner eigenen Wohlfahrt konzentriert. Bei Abhängigkeit handelt es sich um einen kausalen Effekt von einem vorigen Konsum zu einem aktuellen und sie ist absolut spezifisch auf die Individualisten konzentriert. Der Konsument nimmt zur Kenntnis, welche Auswirkungen das Gut auf ihn hat. Trotzdem konsumiert er weiter, weil seine Bedürfnisse als die Vorlage des Konsums, die seine Nutzenfunktion maximiert. Die abhängigen Güter verändern die Präferenzen der Person, ihr zukünftiges Nutzenniveau und ihren marginalen Nutzen des Konsums in der Zukunft.

## Cold Turkey und Binges
Diese Theorie impliziert, dass starke Bedürfnisse nach einem abhängig machenden Gutes nur mit strengen Maßnahmen verhindert werden können.
- Eine rationale Person kann ihr Bedürfnis nach einem Gut zum Ende bringen entweder, wenn Ereignisse Nachfragereduktion verursachen oder wenn der Bestand des Individuums an Kapitalverbrauch gesenkt wird.
- Der Verbrauch verändert sich schneller, wenn eine Änderung in Konsum einen größeren Einfluss auf die künftigen Ausgaben hat als vorher.
- Stark rationale Personen enden den Konsum von abhängigen Gütern schneller als schwach rationale Individuen.

Bei starker Komplementarität erzeugt dies eine Nutzenfunktion, die nicht konkav ist, so gibt es große Schwankungen im Verbrauch mit kleinsten Stressoren in der individuellen Umgebung.
Kurzfristiger Nutzenverlust ist größer für stärker Abhängige, aber rationale Individuen sind immer bereit ihren kurzfristigen Nutzen zugunsten ihrer langfristigen Gewinne zu opfern. Rationale Menschen werden versuchen, diesen kurzfristigen
Nutzenverlust zu minimieren, indem sie den Cold Turkey stoppen.
Becker und Murphy bewerten auch die Rationalität von Binges durch Ausweitung ihres Modells für den Marktpreis eines Bedürfnisses gut. Binges generiert, wenn der Vorrat an Konsumkapital in zwei Anteile, die verschiedenen Abschreibungssätze und unterschiedliche Grade der Komplementarität und Substitution haben, aufgeteilt werden.

## Erkenntnisse aus der Psychologie
Experimentelle Studien der Bedürfnisse haben die Elemente von Verstärkung erhaltener Toleranz und Austritt überprüft:
- Verstärkung impliziert eine besondere Reaktion auf den vergangenen Verbrauch; das heißt, größeren vorigen Konsum erhöht der Grenznutzen der aktuellen Ausgaben
- Erhaltene Toleranz: eine bestimmte Höhe des jetzigen Konsums ist weniger befriedigend, wenn der Verbrauch der letzten Periode höher war.
- Austritt: eine negative körperliche Reaktion und andere Reduktionen in Zufriedenheit, die als aktuelle Ausgaben gelten, sind abgebrochen worden

## Alternative Ansätze zur ökonomischen Modellierung der Nachfrage nach abhängigen Gütern

### Konventioneller Ansatz
Standard, eingeschränkte, lebenslange nutzenmaximierende Rahmen der Wirtschaft:
- {\displaystyle U(t)=f[C(t),X(t)]}
- {\displaystyle C(t)} - Verbrauch von Suchtmittel bei Zeit {\displaystyle t}
- {\displaystyle X(t)} - Verbrauch von Verbund gut
- Zeit {\displaystyle t}

Die Maximierung der Nutzenfunktion ist der Hauptteil zu der Einkommenbeschränkung:
- Erzeugt Nachfragefunktion des Typs:

1. {\displaystyle C(t)=g[P(t),Y(t),Z(t)]}
2. {\displaystyle P(t)} - Preis von abhängigen Gütern
3. {\displaystyle Y(t)} - Einkommen
4. {\displaystyle Z(t)} - Vektor der Variablen reflektiert Präferenzen

Konventioneller Ansatz:
1. Aktueller Konsum von abhängigen Mittel hängt nur von den gegenwärtigen Faktoren ab.
2. Erhöhung des Preises wird der Verbrauch niedrig machen.(Preis enthält Zeitkosten, erwartete Rechtskosten und erwarteten gesundheitliche Konsequenzen)
3. Erhöhung des vorigen Preises und/oder erwartete Erhöhung des zukünftigen Preises werden keine Auswirkungen auf den aktuellen Konsum haben
4. Der Ansatz reflektiert nicht unbedingt die Abhängigkeit des aktuellen Verbrauchs von den Entscheidungen über Verhalten in der Vergangenheit, die die Verwendung eines abhängigen Gutes charakterisiert.

### Rationale Modelle aus abhängiger Nachfrage
- Standard, eingeschränkte, lebenslange nutzenmaximierende Rahmen der Wirtschaft: {\displaystyle U(t)=f[C(t),C(t-1),X(t)]}
- Lebensdauerhafte Nutzenfunktion unter maximierender angemessener Einkommenbeschränkung
- Gegebene Nachfragefunktion des Typs: {\displaystyle C(t)=g[P(t),C(t-1),C(t+1),Y(t),Z(t)](C(t+1))} - den künftigen Verbrauch

Rationaler Ansatz:
1. Der Konsum von Mitteln ist abhängig von den aktuellen, vergangenen und zukünftigen Faktoren
2. Das Gut ist abhängig, wenn eine Erhöhung des vorigen Verbrauchs die jetzigen Ausgaben höher machen.
3. Erhöhung des aktuellen, vergangenen oder zukünftigen Preises wird  derzeitigen Verbrauch reduzieren.
4. Langfristiger Effekt einer dauerhaften Preisänderung übersteigt kurzfristige Wirkung
5. Dieser Ansatz reflektiert die Abhängigkeit des aktuellen Konsums von den Entscheidungen über das vergangene Verhalten, die den Einsatz eines Gutes beschreibt
6. Impliziert, dass die zukünftigen Auswirkungen von abhängigem Verbrauch betrachtet werden, wenn aktuellen Konsumentscheidungen getroffen werden.

## Preiseffekte
1. Langfristige Auswirkungen der ständigen Preisänderungen sind größer als Auswirkungen von temporären Preisänderungen
2. Auswirkungen der erwarteten Preisänderungen sind größer als Effekte unerwarteter Preisänderungen
3. Verhältnis von langfristigen zu kurzfristigen Preiseffekten ist umso größer, je größer der Grad der Abhängigkeit ist.
4. Langfristige Preiseffekt ist desto größer, je größer die Geschwindigkeit der Zeitpräferenzrate für die Gegenwart ist.

## Kritik
Sicherheit und rationales Verhalten impliziert keine Verzögerung oder Reue, aber es sind einige Konsumenten, die solche Entscheidungen bedauern. Individuen versuchen ihr zukünftiges Verhalten zu behindern. Deswegen wurde es angenommen, dass dieses
Modell inkonsistent ist. Viele sind der Meinung, dass dieser Konsum unvollkommenes rationales Verhalten beinhaltet und nicht notwendig für den wirtschaftlichen Standard der ökonomischen Analyse geeignet ist: Zu einer Person, die mit dem Rauchen aufhören will

„Jeder verhält sich wie zwei Personen, eine will saubere Lunge und lange Lebensdauer und die andere will gern Tabak .... Die beiden sind in einem ständigen Wettbewerb für Kontrolle“

Andere haben hingegen argumentiert, dass wirtschaftliche Mittel könnten auf solches Verhalten angewandt werden:

„Es wird behauptet, dass dieser traditionelle Ansatz der Ökonomen bietet Orientierung an der Bekämpfung dieser Probleme - und, dass kein anderer Ansatz vergleichbarer Allgemeinheit und Leistung zur Verfügung steht.“